# Marquis de Milford Haven
Pour les articles homonymes, voir Haven.

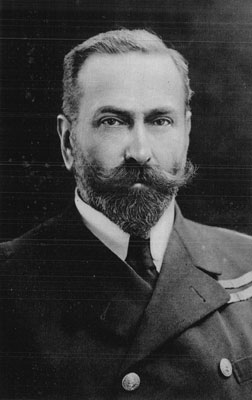
Louis Mountbatten, premier marquis de Milford Haven.

Le titre de marquis de Milford Haven appartient à la pairie du Royaume-Uni. Il a été créé en 1917 pour le prince Louis de Battenberg, contraint d'abandonner ses titres allemands en raison du fort sentiment germanophobe régnant dans le pays en pleine Première Guerre mondiale. Le prince anglicise également son nom en Mountbatten.
Les titres de comte de Medina et vicomte Alderney, créés à la même occasion, sont les titres subsidiaires du marquis de Milford Haven et dévolus à ses héritiers, respectivement à son fils et à son petit-fils .

## Liste des marquis de Milford Haven
- 1917-1921 : Louis Alexander Mountbatten
- 1921-1938 : George Louis Victor Henry Serge Mountbatten, fils du précédent
- 1938-1970 : David Michael Mountbatten, fils du précédent
- depuis 1970 : George Ivar Louis Mountbatten, fils du précédent